# ГЕС Контадор
ГЕС Контадор — гідроелектростанція на острові Сан-Томе у Гвінейській затоці. Станом на середину 2010-х найпотужніша ГЕС у острівній країні Сан-Томе і Принсіпі.
Станцію ввели в експлуатацію у 1967 році за часів португальського колоніального панування. Вона використовує схему з відведенням води з річки Ріо-Контадор, яке відбувається на позначці 600 метрів над рівнем моря. Далі ресурс прямує дериваційним каналом-тунелем з квадратним перетином 0,7х0,7 метра та загальною довжиною 7,4 км. На трасі існують 8 тунелів загальною довжиною 1,8 км (найдовший — 0,55 км). Крім того, для переходу через ущелини було споруджено 18 мостів. Канал прямує лівобережжям річки та приймає додатковий ресурс із її приток — всього система має шість водозаборів.
Створені під час будівельних робіт завали на тлі постійних тропічних дощів спричинили перезволоження ґрунту біля однієї з ділянок дериваційного каналу. В 1974 році це спричинило зсув, який не лише пошкодив споруду, але й поховав селище Ребордело, де загинуло 33 особи. Наступного року пошкоджену ділянку відновили за допомогою моста, по якому пропустили канал.
Станція була обладнана однією турбіною потужністю 4 МВт. Час від часу технічний стан обладнання погіршувався, що призводило до проблем з енергопостачанням у країні. Для виправлення ситуації провадилась реабілітація ГЕС у 2000 та 2006 роках. Втім, за результатами останнього ремонту вдалось довести фактичну потужність ГЕС лише до 1,9 МВт. В 2017 році за підтримки Європейського інвестиційного банку анонсували проект вартістю 29 млн доларів США, метою якого є відновлення потужності в 4 МВт.
Середньорічне виробництво складає 10 млн кВт-год електроенергії.